# Ilse (zoekmachine)
Ilse is de eerste Nederlandse zoekmachine op het internet. De website kwam op 22 februari 1996 online en de naam was oorspronkelijk een acroniem voor InterLink Search Engine.
Wiebe Weikamp begon als 20-jarige informaticastudent aan de Hogeschool Eindhoven (HSE) aan een zoekmachine die hij samen met Merien ten Houten en Robert Klep maakte. Bij de start draaide het systeem op de servers van de HSE-internetvereniging Interlink, die door Ten Houten en Klep was opgericht om het internetgebruik binnen de HSE te promoten. Destijds kon op 160.000 verschillende www-pagina's binnen het nl-domein worden gezocht. In september 1996 was dat al gegroeid tot ruim 1 miljoen pagina's.
In augustus 1996 verhuisden de zoekmachine-servers van de HSE naar de kelder van Kasteel Limbricht te Limbricht (Limburg), waar ook de kabelkrant TV-Gazet van uitgever VNU gevestigd was. Vanaf dat moment was de zoekmachine bereikbaar onder de naam www.ilse.nl en ontstond het bedrijf ilse C.V. Later werd dit ilse media B.V. Nadat de koppeling met Interlink was komen te vervallen, werd naast Ilse tot 1998 ook de naam 'Interactive Lowlands Search Engine' gebruikt.
Anno 2020 bestaat de website ilse.nl nog wel als onderdeel van startpagina.nl.